# 酒泉鼓楼
39°44′38″N 98°30′35″E / 39.74389°N 98.50972°E
酒泉鼓楼，位于中华人民共和国甘肃省酒泉市肃州区，始建于十六国前凉时期，为城墙东门楼，明代时由于城墙外扩而处于城中心位置，清朝时因兵变焚毁，光绪年间重修。酒泉鼓楼共分为台基和木楼两部分，其中台基夯土部分为前凉时期所建，其外砌有清代所建的砖墙，四面开有可供通行的券门。木楼位于台基之上，共有三层，东侧和西侧挂有牌匾。2013年，酒泉鼓楼被列为全国重点文物保护单位。

## 历史
酒泉鼓楼原建于东晋穆帝永和年间，即前凉永乐年间（346-353年），原为时任酒泉郡太守谢艾主持重修的酒泉城的东门楼，即谯楼。明朝洪武十八年（1395年），酒泉城向东拓建，谯楼的位置成了新城的正中央，并被改名为鼓楼，是为酒泉鼓楼。清朝雍正三年（1725年）鼓楼的基座周围被加砌了一层青砖:257。同治四年（1865年），酒泉鼓楼在兵变中被焚毁，光绪三十一年（1905年），鼓楼再次重修，并在台基上加盖了三层木楼:18-20。在清代及之前，民众在鼓楼附近经过时必须穿行鼓楼下方的门洞。中华民国时期，为了便于通行，鼓楼周围的房屋被全部拆除，来往行人车马得以在鼓楼周围绕行:54。中华人民共和国成立后，酒泉钟楼寺上的一口大钟曾经被寄存在酒泉鼓楼上一段时间，故酒泉鼓楼也被俗称做酒泉钟鼓楼。文化大革命时期，酒泉鼓楼上的砖雕和牌匾被全部砸毁，楼内彩画也被涂鸦损毁:78。1979年，砖雕和牌匾全部得到重修。1985年至1986年，酒泉鼓楼再次重修，并基本恢复清代原貌:20-25。2006年，鼓楼的地基受暴雨影响出现多处塌陷，随后酒泉市政府投资重修鼓楼，并于2007年修复完成。2013年，酒泉鼓楼被列为全国重点文物保护单位。

## 结构
酒泉鼓楼位于中华人民共和国甘肃省酒泉市肃州区，由基座和木楼组成，通高24余米。其中方形夯土基座位于底部，为东晋十六国时期所建，下小上大，底部周长112米，其外砌有一层清代青砖，四面开有宽、高均为3.6米的券门，可供行人车马沿东西、南北两个方向通行。四个券门的门楣上方均有一座砖雕仿木斗拱门楼，下方各有一幅砖雕神瑞画，画面下方刻有一块刻有欧体字体的门额，其中东侧画为“二龙戏珠”，门额为“东迎华岳”；西侧画为“丹凤朝阳”，门额为“西达伊吾”；南侧画为“河图洛书”，门额为“南望祁连”；北侧画为“八仙庆寿”，门额为“北通沙漠”。券洞相交处顶部有一幅“伏羲八卦”。基座东面的北侧修有一条可以登上台基顶部的马道，马道入口处有一座小门楼，门楼定额处有“云路先登”字样。顶部为一座三层攒尖顶木楼，一楼面阔三间，横向长9.5米左右，内有4根直通第三层的通天柱和砌入墙内的12根金柱，以及外侧20根外檐柱，每面6根。第二层和第三层逐层递减。第二层每面有12个雕花窗扇，其外有回廊栏杆。第二层东侧和西侧檐下各挂有一块木匾，东侧上书“声震华夷”，西侧上书“气壮雄关”。第三层为单间，四面开窗，窗外有中回廊护栏。攒顶顶部为陶制宝瓶，宝瓶上安装有避雷针。:18-25:55:257